# 白莲池街道
白莲池街道，是中华人民共和国四川省成都市成华区下辖的一个乡镇级行政单位，成立于2015年，自青龙街道分出。管辖范围面积约13.21平方公里，驻地为熊猫大道1248号。

## 行政区划
白莲池街道下辖以下社区：
白莲池社区、一里塘社区、回龙社区、狮子社区、石岭社区、白莲社区、将军碑社区。